# Hyundai Marine & Fire Insurance
Hyundai Insurance — южнокорейская страховая компания, в основном специализируется на страховании имущества, также предоставляет другие страховые и финансовые услуги. В 1980-х и 1990-х годах входила в состав чеболя Hyundai. Главой компании и её крупнейшим акционером (21,9 %) является Чон Мунъёон (Mong-Yoon Chung).
Компания была основана 5 марта 1955 года под названием Dongbang Marine Insurance. В 1976 году было открыто отделение в Токио, а в 1985 году в Лондоне. В 1985 году название компании было изменено на Hyundai Marine & Fire Insurance. В 1987 году открыто представительство в Нью-Йорке, а через пять лет компания получила лицензию на страховую деятельность в штате Калифорния. В 1989 году провела размещение своих акций на Корейской фондовой бирже. В 2007 году была создана дочерняя компания в КНР.
В списке крупнейших публичных компаний мира Forbes Global 2000 за 2021 год компания заняла 1258-е место (830-е по размеру выручки, 793-е по активам).
Из 15,7 трлн южнокорейских вон выручки за 2020 год 14,4 трлн составили страховые премии, 1,33 трлн — инвестиционный доход. На страховые выплаты пришлось 6,7 трлн вон расходов. Активы на конец года составили 48,8 трлн, из них 40,7 трлн пришлось на инвестиции (25 трлн инвестиции в ценные бумаги, 11,5 трлн выданные кредиты). Сфера деятельности компании включает страхование морских перевозок, от пожаров, автострахование и другие виды страхования имущества, а также от несчастных случаев. На рынке имущественного страхования Южной Кореи занимает 16,8 %, уступая только Samsung Fire & Marine Insurance. Кроме этого компания выдаёт кредиты, производит операции с ценными бумагами и недвижимостью. Основным регионом деятельности является Республика Корея.